# Franny și Zooey
Franny și Zooey este o carte a autorului american J. D. Salinger, formată dintr-o nuvelă „Franny” și o povestire „Zooey” Franny a apărut în The New Yorker în 1955 și Zooey în 1957, fiind publicate împreună într-un singur volum în 1961. Cartea se concentrează pe frații Franny și Zooey, cei mai tineri membri ai familiei Glass, familie care a fost un subiect frecvent al scrierilor lui Salinger.
„Franny” este povestea unei studente Franny Glass, sora lui Zooey. Întâmplările au loc într-un oraș universitar fără nume în timpul vizitei de weekend făcută de Franny iubitului ei, Lane. Dezamăgită de egoismul și falsitatea pe care le percepe în jur, își propune să evadeze pe o cale spirituală.
„Zooey” este o carte ce urmează întâmplărilor din „Franny” și se desfășoară în apartamentul familiei Glass aflat în Upper East Side din New York. În timp ce sora mai mică a actorului Zooey, Franny, suferă o criză spirituală și existențială în sufrageria părinților lor din Manhattan, ce o făcuse pe mama lor, Bessie profund îngrijorată, Zooey vine în ajutorul lui Franny, oferindu-i ceea ce el crede că este dragoste frățească, înțelegere și sfaturi înțelepte.

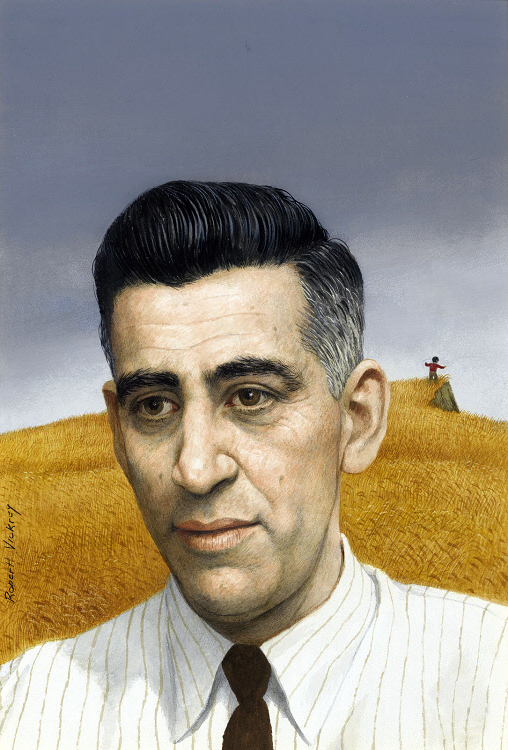
Ilustrație din 1961 a lui JD Salinger de la revista TIME

## Rezumat

### „Franny”
Nuvela se referă la întâlnirea de weekend a Franny cu iubitul ei, Lane Coutell. Lane o duce într-un restaurant modern, unde Franny devine rapid exasperată când el pare interesat să discute doar despre frustrările sale academice. Franny pune la îndoială importanța educației universitare și calitatea prietenilor lui Lane. Nu mănâncă nimic, simte că leșină și îi este din ce în ce mai incomodă discuția cu el. În cele din urmă, se scuză merge la toaletă, unde, după o criză de nervi, își recăpătă calmul.
Franny se întoarce la masă, unde își mărturisește tulburarea provocată de egoism și nevoia de realizare. Lane observă apoi cartea mică pe care Franny o purta și o întreabă despre ea. Franny îi spune că este Pelerinul rus și este despre un personaj aflat în căutarea „rugăciunii neîncetate”, explicându-i că Rugăciunea lui Iisus implică interiorizarea rugăciunii „Doamne Iisuse Hristoase, miluiește-mă” până la un punct în care devine inconștientă, aproape ca o bătaie de inimă. Lane este însă mai interesat de programul unei petreceri viitoare și meciul de fotbal decât de carte. Când Franny leșină din cauza stării ei psihice, el o îngrijește și amână activitățile de weekend. După ce fata își revine, Lane merge să cheme un taxi pentru a o duce la casa ei și o lasă pe Franny singură. Povestea se încheie cu Franny care stă întinsă în restaurant, buzele ei mișcându-se fără sunet, ceea ce sugerează rostirea rugăciunii neîncetate.

### „Zooey”
Zooey citește în baia din casa familiei sale, o scrisoare veche de patru ani de la fratele său, Buddy. În scrisoare, Buddy discută despre sinuciderea fratelui lor mai mare, Seymour, cu câțiva ani în urmă și îl încurajează pe Zooey să urmeze o carieră de actorie dacă își dorește asta. Mama lui Zooey, Bessie, intră în baie, iar cei doi poartă o discuție lungă centrată pe grijile lui Bessie cu privire la sora lui, Franny, care se află într-o stare de colaps emoțional și refuză mâncarea. În timpul conversației, Zooey se ceartă cu mama lui și îi cere în mod repetat să plece. Bessie se resemnează în privința comportamentul lui Zooey care seamănă din ce în ce mai mult cu al fratelui său, Buddy întrebându-se ce o fi cu copiii ei, cândva atât de „dulci și iubitori”.
După ce Bessie pleacă, Zooey se îmbracă și merge în sufragerie, unde o găsește pe Franny pe canapea cu pisica lor Bloomberg. El începe să vorbească cu ea dar ajunge să o supere pe Franny susținând că motivele ei de a spune „Rugăciunea lui Isus” sunt înrădăcinate în egoism. Zooey se simte vinovat și se retrage în fostul dormitor al lui Seymour și Buddy meditând la citatele filozofice și religioase din spatele ușii după care Zooey îi telefonează lui Franny, pretinzând că este Buddy. Franny descoperă în cele din urmă șiretlicul, dar continuă să vorbească. Zooey împărtășește cu ea câteva cuvinte de înțelepciune pe care i le-a dat odată Seymour, sugerând că viața trebuie trăită cu optimism și dragoste pentru că, chiar dacă nimeni altcineva nu o face, Isus vede asta. După ce Zooey închide, Franny se întinde în patul părinților lor și zâmbește cu ochii în tavan înainte de a adormi în cele din urmă.

## Teme majore
Povestea reflectă interesul cunoscut al lui Salinger pentru spiritualitatea creștină ortodoxă și filozofiile religioase orientale. Există, de asemenea, o controversă în a considera dacă este vorba despre o „poveste mistică” sau o „poveste de dragoste”, așa cum a speculat naratorul cărții, Buddy Glass, care decide în final că este o poveste de dragoste. 
Gerald Rosen, în cartea Zen in the Art of JD Salinger (1977), observă că Franny și Zooey ar putea fi interpretate ca o poveste mistică, personajul principal Franny trecând de-a lungul cărții de la o stare de ignoranță la o înțelepciune contemplativă profundă.
Jennifer Dunn, într-un eseu, a menționat că „diferența dintre aparențele strălucitoare obositoare și golul interior” găsită la Franny și Zooey poate fi o metaforă a societății moderne.
Carl Bode, într-o revistă a Universității din Wisconsin, a sugerat că afirmația lui Salinger că „falsitatea și autenticul merită în egală măsură dragostea noastră” din Franny și Zooey, este răspunsul găsit de autor la unele din propriile sale probleme emoționale.

## Prima ediție
„Franny” și „Zooey” au fost publicate inițial separat în revista The New Yorker. „Franny” a apărut în revistă în numărul din 29 ianuarie 1955, iar „Zooey” în numărul din 4 mai 1957. Salinger a publicat împreună „Franny” și „Zooey”, ca o carte, în iulie 1961 prin Little, Brown and Company și a dedicat cartea editorului William Shawn de la The New Yorker.

## Recepție
Cartea a fost foarte populară în rândul publicului cititor, petrecând 26 de săptămâni în fruntea listei Fiction Best Sellers a ziarului The New York Times în 1961 și 1962, dar criticii i-au dat recenzii mixte. John Updike a lăudat caracterizările lui Salinger, scriind că ele „se topesc indistictiv într-o strălucire imposibilă de frumusețe și inteligență personală”. El a mai subliniat că Salinger are un „ton corect onctuos și îngrijorător”. Cu toate acestea, câțiva critici au crezut că Salinger s-a făcut de rușine cu această lucrare specială. Janet Malcolm îl citează pe Maxwell Geismar, care a numit-o o „poveste îngrozitor de proastă”, iar George Steiner a numit-o „o bucată de răsfăț de sine fără formă”.
În România, scriitoarea Cristina Boncea se arată uimită că „un roman atât de mult bazat pe dialog” o „poate transpune în atâtea stări”, considerându-l o „lecție pentru toți cei deznădăjduiți, cei aflați în plină criză existențială” și „încă o dovadă a geniului numit Salinger”.

## Adaptări
Filmul iranian Pari din 1995 este o adaptare liberă a cărții.
Copilul minune prezent în filmul O familie genială (2001) al lui Wes Anderson a fost inspirat de personajele acestei scrieri.
Cartea joacă un rol central în filmul Carrie Pilby din 2016, precum și în romantismul protagoniștilor din serialul Netflix Dash & Lily (2020).

## Detalii de lansare
- 1961, Statele Unite, Little, Brown and Company.{{ISBN|0-316-76954-1}, copertă cartonată
- 1991, Statele Unite și Canada, Little, Brown and Company.ISBN: 0-316-76949-5, copertă broșată, retipărire